# Asplenium petrarchae
Asplenium petrarchae is een varen uit de streepvarenfamilie (Aspleniaceae). Het is een mediterrane soort.

## Naamgeving enetymologie
- Synoniemen: Polypodium petrarchae Guérin (1804), Asplenium glandulosum Lois. (1810)

- Frans:  Doradille de Pétrarque

De botanische naam Asplenium is afgeleid van het Oudgriekse ἄσπληνον, asplēnon (= miltkruid). De soortaanduiding petrarchae is een eerbetoon van de Franse auteur Guerin aan de Italiaanse dichter Francesco Petrarca (1304-1374). Guérin vond het varentje in Fontaine-de-Vaucluse, het dorp in de Franse Alpen waar Petrarca woonde tussen 1337 en 1351

## Kenmerken
Asplenium petrarchae is een kleine, overblijvende, hemikryptofiete varen met een korte, kruipende wortelstok en een losse, vlakke bundel bladen. Er is geen verschil tussen de steriele en de fertiele bladen.
De bladen zijn groenblijvend en winterhard. Ze zijn maximaal 10 cm lang, grijsgroen en viltig behaard. De bladschijf is eenmaal geveerd. De bladslipjes zijn gekarteld. De bladsteel is onderaan bruin, naar de top toe groen gekleurd. 
De sporenhoopjes liggen langs de nerven aan de onderzijde van het blad, zijn langwerpig, en worden beschermd door een vliezig dekvliesje, dat lateraal is vastgehecht.

## Habitat en verspreiding
Asplenium petrarchae komt vooral voor op overhangende, op het zuiden gerichte en zonbeschenen kalksteenkliffen, op hoogtes tot 600 m. Het is een zeldzame soort die slechts lokaal voorkomt in het Middellandse Zeegebied, voornamelijk in Spanje, Portugal, de Balearen, Zuid-Frankrijk, Griekenland en Noord-Afrika.

## Verwante en gelijkende soorten
A. petrarchae kan door zijn uiterlijk en voorkomen verward worden met de nauw verwante steenbreekvaren (A. trichomanes) en de groensteel (A. viride). Hij kan van beide soorten onderscheiden worden door de gekartelde deelblaadjes (getand bij beide andere), en de bruin en groene bladsteel (volledig zwart bij de steenbreekvaren, groen bij de groensteel).
... · 
A. adiantum-nigrum (Zwartsteel) · 
A. adulterinum · 
A. aethiopicum · 
A. ×alternifolium · 
A. anceps · 
A. aureum · 
A. azoricum · 
A. billotii (Lancetvormige streepvaren) · 
A. bulbiferum · 
A. ceterach (Schubvaren) · 
A. cuneifolium · 
A. filare · 
A. fissum · 
A. fontanum (Genaalde streepvaren) · 
A. foreziense (Forez-streepvaren) · 
A. hemionitis · 
A. jahandiezii · 
A. lepidum · 
A. lolegnamense · 
A. majoricum · 
A. marinum (Zeestreepvaren) · 
A. nidus (Nestvaren) · 
A. obovatum · 
A. octoploideum · 
A. onopteris · 
A. petrarchae · 
A. ruta-muraria (Muurvaren) · 
A. scolopendrium (Tongvaren) · 
A. seelosii · 
A. septentrionale (Noordse streepvaren) · 
A. trichomanes (Steenbreekvaren) · 
A. trichomanes subsp. coriaceifolium · 
A. trichomanes subsp. pachyrachis · 
A. trichomanes subsp. quadrivalens · 
A. trichomanes subsp. trichomanes · 
A. viride (Groensteel) · 
A. viviparum · 
...